# Kootwijk

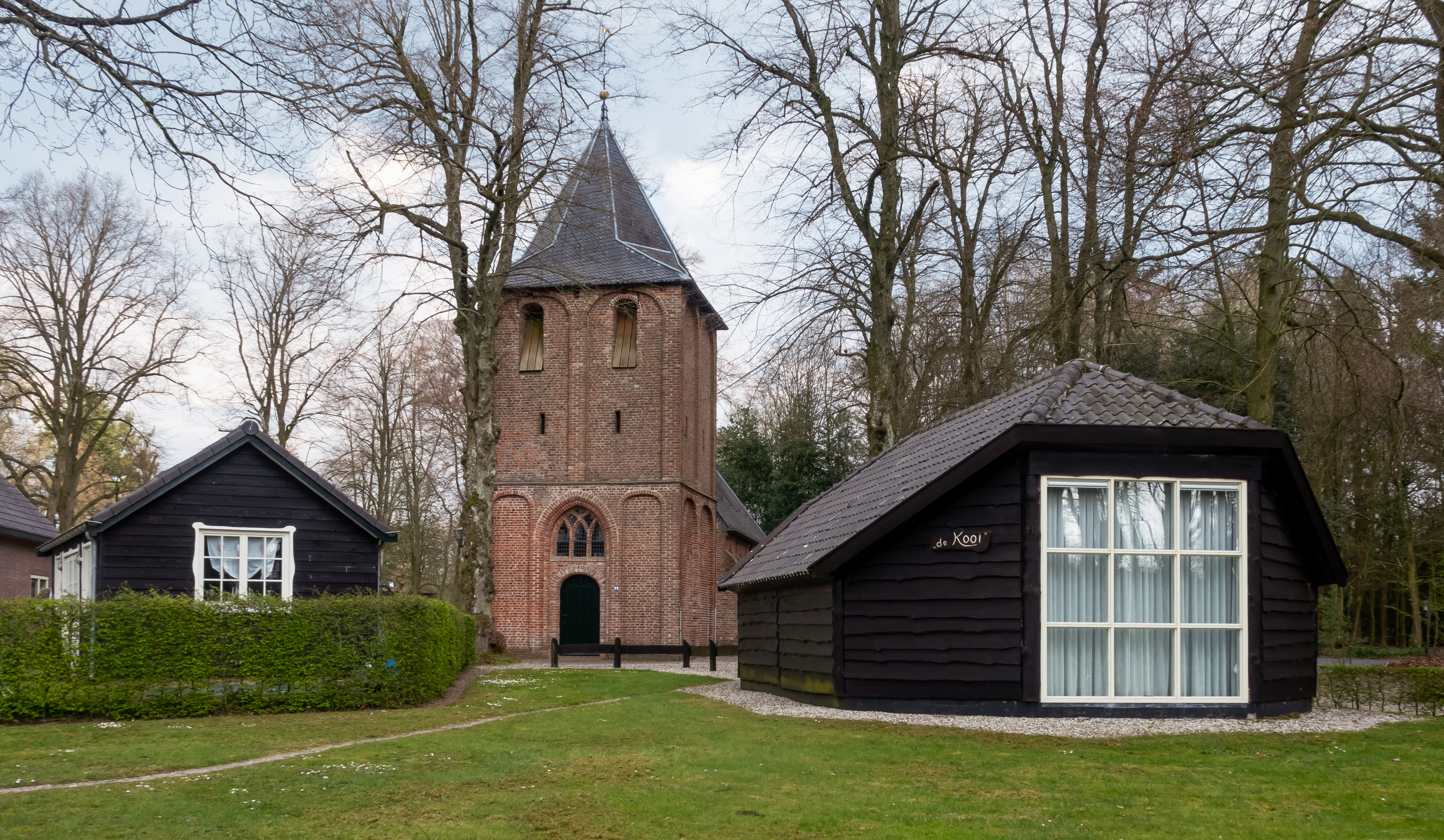
Kootwijk, l'église protestante

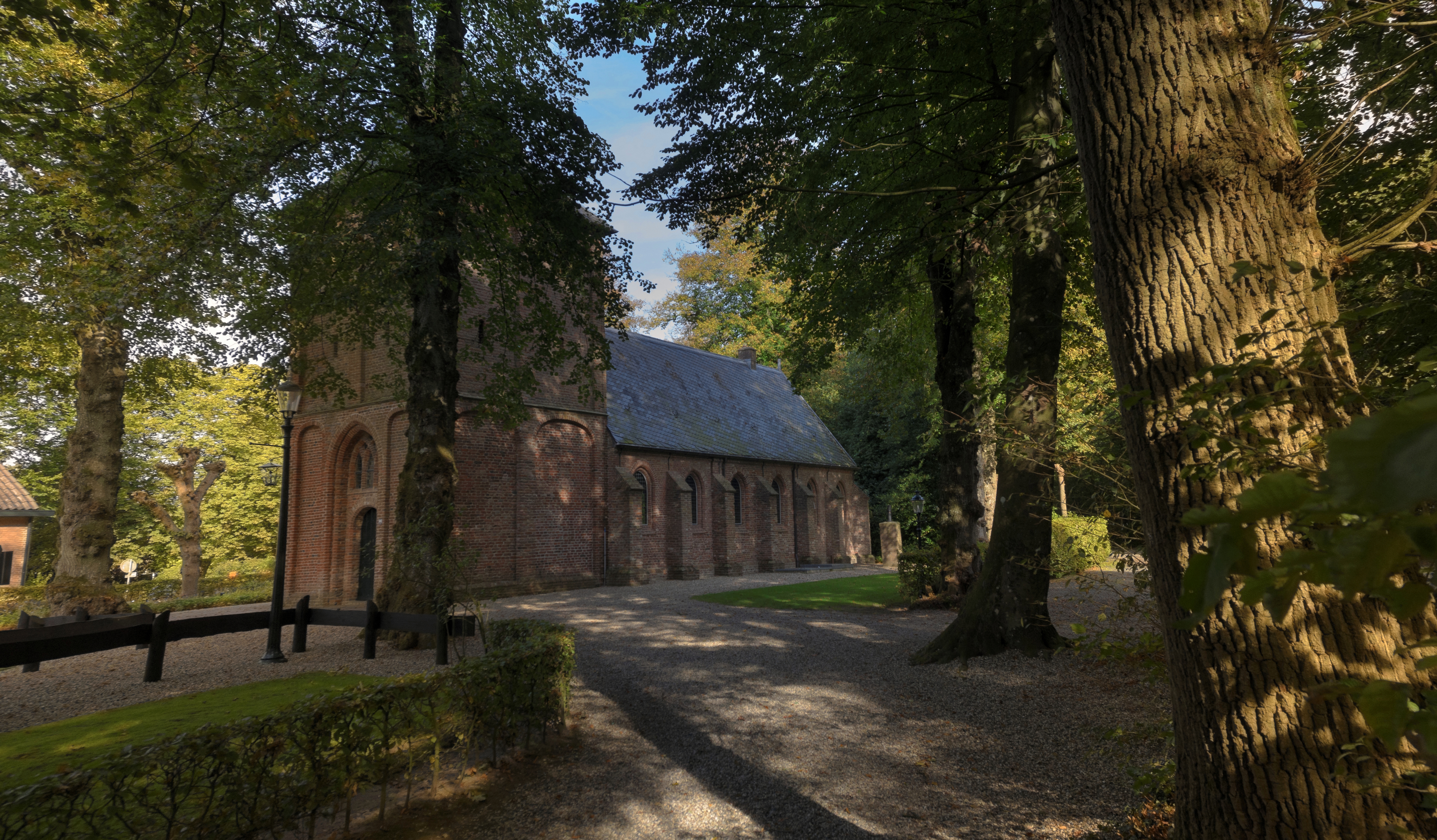

Kootwijk est un village appartenant à la commune néerlandaise de Barneveld. Le 1er janvier 2006, le village comptait 280 habitants.